# Заки, Шамсетдин
Шамсетди́н Ярмухаме́тович Заки́ (тат. Шәмсетдин Ярәхмәт улы Зәки, баш. Шәмсетдин Йәрмөхәмәт улы Зәки, наст. фам. — Губайдуллин (тат. Гобәйдуллин, баш. Ғөбәйҙуллин); 1822, по другим сведениям 1821 или 1825 год, д. Изяково, 10-й Башкирский кантон, Оренбургская губерния — сентябрь 1865 года, Таганрог) — татарский и башкирский поэт, последователь суфизма. Вошел в историю татарской литературы как крупный поэт-лирик.

## Биография
Шамсетдин Ярмухаметович Губайдуллин родился в 1822 году (по другим сведениям, в 1821 или 1825 годах) в деревне Изяково Бурзянской волости Оренбургского уезда Оренбургской губернии (ныне село Зяк-Ишметово Куюргазинского района Республики Башкортостан) в семье муллы. По утверждению потомков, их род происходил от татар, переехавших из села Каюки в Зяк-Ишметово в поисках спасения от насильственного крещения. По одним сведениям, родился слепым, по другим, ослеп в раннем возрасте, или точнее в 4 года. Его псевдоним «Заки» взят от названия реки Зак, протекающей возле родного села.
Учился в медресе в деревне Ашкадар-Балыклы, в 23 года приезжает в Казань и 7 лет обучается и также преподает в медресе Мухаметкарима, после открытия медресе в деревне Зяк-Ишметово возвращается обратно и обучает шакирдов, учительствовал в Стерлибашевском медресе. Среди его шакирдов были поэты Акмулла, Гали Чокрый и др.
Был знатоком восточной поэзии и арабской классической литературы. Шамсетдин Заки вошел в историю тюркской литературы как поэт философ суфийского толка, оказавший определённое влияние на развитие философской и эстетической мысли среди татар и башкир в XIX в.
Умер осенью 1865 года в пути, совершая хадж. О смерти поэта в Таганроге семье сообщили его спутники, возвратившиеся домой после хаджа.

## Семья
- правнук — Шамиль Мунасыпович Абдрашитов, Герой Советского Союза.

## Язык произведений
Заки Шамсетдин вступил на поэтическую арену в первой половине XIX века, писал на татарском, тюрки (или старотатарском), арабском и персидском языках.
В творчестве Шамсетдина Заки, характерным является употребление в литературном языке форм бытовой речи и наряду с традиционными средствами использованы разговорные и фольклорные элементы, также поэт широко использует морфологические особенности арабского и персидского языков. Как показывает языковед башкирского языка, противоречие между традиционностью и новаторством начинает ярко прослеживаться именно в языке произведений Заки.
Сохранились сочинения Заки Шамсетдина в рукописной форме, написанные главным образом на татарском, а также на фарси, арабском, тюрки, (46 на татарском, 6 — на арабском и 1 — на фарси). Среди наиболее известных — «Будет — не будет» («Булгай, булмагай»), «Смерть не враг мне» («Бу үлем бəңа дошман дүгел»). Неприятие реальной жизни, несправедливость общественных порядков вызывают мистическое стремление героя замкнуться в своём внутреннем мире. Философскую глубину размышлений о жизни, афористичность и меткость слова обнаруживают стихотворения «Будет — не будет», «Надобно учиться» («Укымак кирәк»).

## Изучение творчества
В истории татарской литературы изучение творчества поэта началось ещё в XIX веке. Первые сведения о Шамсетдине Заки оставил Шигабутдин Марджани, который указывал на его религиозность, ум, а также знание Корана наизусть.
В начале XX века творчество Шамсетдина Заки изучали Риза Фахрутдинов, который сравнивал его с арабским поэтом аль-Маари, литературоведы Морад Рамзи, Джамал Валиди, Гаяз Исхаки и другие.
В 1960-х годах, творчество поэта исследовал М. Усманов, а в 1980-х Х. Ю. Миннегулов и Ш. А. Садретдинов. Первый из которых находит рукопись Шамсетдина Заки, составленную Зиннатуллой Мухамметрахими, которую позже исследовали и опубликовали в виде отдельной книги Х. Ю. Миннегулов и Ш. А. Садретдинов.

## Память
- Именем Шамсетдина Заки названа улица деревне Зяк-Ишметово Куюргазинского района Республики Башкортостан[3].
- На здании Зяк-Ишметовской школы установлена мемориальная доска[3].